# イスラエル・プレミアテック
イスラエル・プレミアテック（Israel – Premier Tech）は、イスラエルを本籍地とする、自転車競技、ロードレースのチーム。UCIプロ・チームのうちの一つである。

## 概要
2014年11月に、アメリカの投資家ロナルド・バイロンと、かつてチーム・サクソバンクに所属していたイスラエル出身の元自転車競技選手ラン・マルガリオットの2人が中心となり設立された。
2017年にプロコンチネンタルチームに昇格。チーム名をイスラエル・サイクリング・アカデミーに変更。
2019年10月、カチューシャ・アルペシンをUCIワールドツアーライセンスごと買収。2020年からUCIワールドチームへ昇格することになった。併せてチーム名をイスラエル・スタートアップネイションに変更。
2020年7月、クリス・フルームを獲得、翌シーズンから加入することを発表。
更にマイケル・ウッズ、ダリル・インピー、カールフレドリック・ハーゲンらを獲得。
2023年、UCIプロ・チームに降格。

## 主な実績

### 2020年
- ジロ・デ・イタリア　区間優勝　アレックス・ダウセット（第8ステージ）
- ブエルタ・ア・エスパーニャ　区間優勝　ダニエル・マーティン（第3ステージ）

### 2021年
- ティレーノ〜アドリアティコ　区間優勝　マッズ・ウルスシュミット（英語版）（第6ステージ）
- ツール・ド・ロマンディ　区間優勝　マイケル・ウッズ（第4ステージ）
- ジロ・デ・イタリア　区間優勝　ダニエル・マーティン（第17ステージ）

## 2022年陣容
2022年選手一覧
| 選手名                       | 国籍             | 生年月日               | 前年所属チーム                   |
| ---------------------------- | ---------------- | ---------------------- | -------------------------------- |
| ルディ・バルビエ             | フランス         | 1992年12月18日（32歳） |                                  |
| セバスチャン・バーウィック   | オーストラリア   | 1999年12月15日（25歳） |                                  |
| パトリック・ベヴィン         | ニュージーランド | 1991年2月15日（34歳）  |                                  |
| イエンセ・ビエルマンス       | ベルギー         | 1995年10月30日（29歳） |                                  |
| ギヨーム・ボワヴァン         | カナダ           | 1989年9月25日（35歳）  |                                  |
| マティアス・ブランドル       | オーストリア     | 1989年12月7日（35歳）  |                                  |
| アレクサンダー・カタフォード | カナダ           | 1993年9月1日（31歳）   |                                  |
| サイモン・クラーク           | オーストラリア   | 1986年7月18日（38歳）  | チーム・クベカ・ネクストハッシュ |
| アレッサンドロ・デマルキ     | イタリア         | 1986年5月19日（38歳）  |                                  |
| アレックス・ドーセット       | イギリス         | 1988年10月3日（36歳）  |                                  |
| イタマル・アインホルン       | イスラエル       | 1997年9月20日（27歳）  |                                  |
| クリス・フルーム             | イギリス         | 1985年5月20日（39歳）  |                                  |
| ヤコブ・フルサン             | デンマーク       | 1985年3月22日（39歳）  | アスタナ・プレミアテック         |
| オメル・ゴールドスタイン     | イスラエル       | 1996年8月13日（28歳）  |                                  |
| カールフレドリック・ハーゲン | ノルウェー       | 1991年9月26日（33歳）  |                                  |
| ベン・ヘルマンス             | ベルギー         | 1986年6月8日（38歳）   |                                  |
| レト・ホレンシュタイン       | スイス           | 1985年8月22日（39歳）  |                                  |
| ユーゴ・ウル                 | カナダ           | 1990年9月27日（34歳）  | アスタナ・プレミアテック         |
| ダリル・インピー             | 南アフリカ共和国 | 1984年12月6日（40歳）  |                                  |
| タージ・ジョーンズ (7/1から) | オーストラリア   | 2000年7月26日（24歳）  |                                  |
| クリスツ・ニーランズ         | ラトビア         | 1994年8月18日（30歳）  |                                  |
| ガイ・ニーブ                 | イスラエル       | 1994年3月8日（31歳）   |                                  |
| ジャコモ・ニッツォーロ       | イタリア         | 1989年1月30日（36歳）  | チーム・クベカ・ネクストハッシュ |
| ジェームス・ピッコリ         | カナダ           | 1991年9月5日（33歳）   |                                  |
| ガイ・サジフ                 | イスラエル       | 1994年12月5日（30歳）  |                                  |
| コービン・ストロング         | ニュージーランド | 2000年4月30日（24歳）  | SEG Racing Academy               |
| トム・ファンアスブロック     | ベルギー         | 1990年4月19日（34歳）  |                                  |
| セップ・ファンマルク         | ベルギー         | 1988年7月28日（36歳）  |                                  |
| マイケル・ウッズ             | カナダ           | 1986年10月12日（38歳） |                                  |
| マッズ・ウルスシュミット     | デンマーク       | 1994年3月31日（30歳）  |                                  |
| リック・ツァベル             | ドイツ           | 1993年12月7日（31歳）  |                                  |

## 歴代陣容
| 2021年陣容                   | 2021年陣容       | 2021年陣容             | 2021年陣容                         |
| 選手名                       | 国籍             | 生年月日               | 前年所属チーム                     |
| ---------------------------- | ---------------- | ---------------------- | ---------------------------------- |
| ルディ・バルビエ             | フランス         | 1992年12月18日（32歳） |                                    |
| セバスチャン・バーウィック   | オーストラリア   | 1999年12月15日（25歳） | St George Continental Cycling Team |
| パトリック・ベヴィン         | ニュージーランド | 1991年2月15日（34歳）  | CCCチーム                          |
| イエンセ・ビエルマンス       | ベルギー         | 1995年10月30日（29歳） |                                    |
| ギヨーム・ボワヴァン         | カナダ           | 1989年9月25日（35歳）  |                                    |
| マティアス・ブランドル       | オーストリア     | 1989年12月7日（35歳）  |                                    |
| アレクサンダー・カタフォード | カナダ           | 1993年9月1日（31歳）   |                                    |
| ダヴィデ・チモライ           | イタリア         | 1989年8月13日（35歳）  |                                    |
| アレッサンドロ・デマルキ     | イタリア         | 1986年5月19日（38歳）  | CCCチーム                          |
| アレックス・ドーセット       | イギリス         | 1988年10月3日（36歳）  |                                    |
| イタマル・アインホルン       | イスラエル       | 1997年9月20日（27歳）  |                                    |
| クリス・フルーム             | イギリス         | 1985年5月20日（39歳）  | イネオス・グレナディアス           |
| オメル・ゴールドスタイン     | イスラエル       | 1996年8月13日（28歳）  |                                    |
| アンドレ・グライペル         | ドイツ           | 1982年7月16日（42歳）  |                                    |
| カールフレドリック・ハーゲン | ノルウェー       | 1991年9月26日（33歳）  | ロット・ソウダル                   |
| ベン・ヘルマンス             | ベルギー         | 1986年6月8日（38歳）   |                                    |
| ユーゴ・オフステテール       | フランス         | 1994年2月13日（31歳）  |                                    |
| レト・ホレンシュタイン       | スイス           | 1985年8月22日（39歳）  |                                    |
| ダリル・インピー             | 南アフリカ共和国 | 1984年12月6日（40歳）  | ミッチェルトン・スコット           |
| タージ・ジョーンズ (7/1から) | オーストラリア   | 2000年7月26日（24歳）  | ARA Pro Racing Sunshine Coast      |
| ダニエル・マーティン         | アイルランド     | 1986年8月20日（38歳）  |                                    |
| クリスツ・ニーランズ         | ラトビア         | 1994年8月18日（30歳）  |                                    |
| ガイ・ニーブ                 | イスラエル       | 1994年3月8日（31歳）   |                                    |
| ジェームス・ピッコリ         | カナダ           | 1991年9月5日（33歳）   |                                    |
| アレクシー・ルナール         | フランス         | 1999年6月1日（25歳）   |                                    |
| ガイ・サジフ                 | イスラエル       | 1994年12月5日（30歳）  |                                    |
| ノーマン・ヴァフトラ         | エストニア       | 1996年11月23日（28歳） |                                    |
| トム・ファンアスブロック     | ベルギー         | 1990年4月19日（34歳）  |                                    |
| セップ・ファンマルク         | ベルギー         | 1988年7月28日（36歳）  | EFプロサイクリング                 |
| マイケル・ウッズ             | カナダ           | 1986年10月12日（38歳） | EFプロサイクリング                 |
| マッズ・ウルスシュミット     | デンマーク       | 1994年3月31日（30歳）  |                                    |
| リック・ツァベル             | ドイツ           | 1993年12月7日（31歳）  |                                    |

| 2020年陣容                   | 2020年陣容     | 2020年陣容             | 2020年陣容                         |
| 選手名                       | 国籍           | 生年月日               | 前年所属チーム                     |
| ---------------------------- | -------------- | ---------------------- | ---------------------------------- |
| マッテオ・バディラッティ     | スイス         | 1992年7月30日（32歳）  |                                    |
| ルディ・バルビエ             | フランス       | 1992年12月18日（32歳） |                                    |
| イエンセ・ビエルマンス       | ベルギー       | 1995年10月30日（29歳） | カチューシャ・アルペシン           |
| ギヨーム・ボワヴァン         | カナダ         | 1989年9月25日（35歳）  |                                    |
| マティアス・ブランドル       | オーストリア   | 1989年12月7日（35歳）  |                                    |
| アレクサンダー・カタフォード | カナダ         | 1993年9月1日（31歳）   |                                    |
| ダヴィデ・チモライ           | イタリア       | 1989年8月13日（35歳）  |                                    |
| アレックス・ドーセット       | イギリス       | 1988年10月3日（36歳）  | カチューシャ・アルペシン           |
| イタマル・アインホルン       | イスラエル     | 1997年9月20日（27歳）  |                                    |
| オメル・ゴールドスタイン     | イスラエル     | 1996年8月13日（28歳）  |                                    |
| アンドレ・グライペル         | ドイツ         | 1982年7月16日（42歳）  | アルケア・サムシック               |
| ベン・ヘルマンス             | ベルギー       | 1986年6月8日（38歳）   |                                    |
| ユーゴ・オフステテール       | フランス       | 1994年2月13日（31歳）  | コフィディス・ソリュシオンクレディ |
| レト・ホレンシュタイン       | スイス         | 1985年8月22日（39歳）  | カチューシャ・アルペシン           |
| ダニエル・マーティン         | アイルランド   | 1986年8月20日（38歳）  | UAE チーム・エミレーツ             |
| トラヴィス・マッケイブ       | アメリカ合衆国 | 1989年5月12日（35歳）  | Floyd's Pro Cycling                |
| ダニエル・ナバーロ           | スペイン       | 1983年7月18日（41歳）  | カチューシャ・アルペシン           |
| クリスツ・ニーランズ         | ラトビア       | 1994年8月18日（30歳）  |                                    |
| ガイ・ニーブ                 | イスラエル     | 1994年3月8日（31歳）   |                                    |
| ジェームス・ピッコリ         | カナダ         | 1991年9月5日（33歳）   | Elevate–KHS Pro Cycling            |
| ニルス・ポリッツ             | ドイツ         | 1994年3月6日（31歳）   | カチューシャ・アルペシン           |
| ミヒケル・レイム             | エストニア     | 1993年7月3日（31歳）   |                                    |
| アレクシー・ルナール         | フランス       | 1999年6月1日（25歳）   | Côtes d'Armor–Marie Morin          |
| ガイ・サジフ                 | イスラエル     | 1994年12月5日（30歳）  |                                    |
| パトリック・シェリング       | スイス         | 1990年5月1日（34歳）   | Team Vorarlberg Santic             |
| ローリー・スザーランド       | オーストラリア | 1982年2月8日（43歳）   | UAE チーム・エミレーツ             |
| ノーマン・ヴァフトラ         | エストニア     | 1996年11月23日（28歳） | Klubi Cycling Tartu                |
| トム・ファンアスブロック     | ベルギー       | 1990年4月19日（34歳）  |                                    |
| マッズ・ウルスシュミット     | デンマーク     | 1994年3月31日（30歳）  | カチューシャ・アルペシン           |
| リック・ツァベル             | ドイツ         | 1993年12月7日（31歳）  | カチューシャ・アルペシン           |